# 群馬福祉交通
群馬福祉交通株式会社（ぐんまふくしこうつう）は、群馬県太田市に本社を置く貸切バス事業者である。バリアフリーにいち早く対応してリフト付き車両を多く導入した。

## 沿革
- 1996年6月 福祉限定としてリフト付きバス3台で開業
- 1998年8月 一般貸切旅客運送業として事業開始
- 2015年9月 埼玉営業所を開設

## 営業所
- 群馬営業所
群馬県太田市新田小金井町1921-1
- 埼玉営業所
埼玉県加須市久下4-21-6

## 車両
- 大型バスは三菱ふそう・エアロクィーン2のリフト付きを中心に後継のエアロエースやエアロクィーンを導入
- 中小型バスは日野・メルファや日野・リエッセを導入